# ГЕС Borregaard
ГЕС Borregaard – гідроелектростанція на півдні Норвегії за сім десятків кілометрів на південь від Осло. Знаходячись після ГЕС Вамма, разом з ГЕС Сарп та ГЕС Hafslund становить нижній ступінь каскаді на найбільшій річці країни Гломмі, яка тече до протоки Скагеррак. 
Ще в 1899 році біля водоспаду Сарпсфоссен почала роботу станція Hafslund, яка наразі має потужність 31,9 МВт. Її машинний зал розташовується на лівобережжі, тоді як на протилежному березі у 1910-му стали до ладу два перші гідроагрегати ГЕС Borregaard, обладнані турбінами типу Френсіс потужністю по 5,2 МВт. В 1931-му та 1938-му додали по одній турбіні того ж типу з показниками 7,3 МВт та 7,5 МВт, а в 1945-му ввели в експлуатацію чергові два агрегати по 8,4 МВт. У 2005-му перші дві турбіни вивели з експлуатації та за чотири роки замінили новими потужністю по 10 МВт, що довело загальний показник станції до 51 МВт. 
Гідроагрегати станції використовують напір у 20,5 метрів. В 1981-2010 роках вони в середньому продукували 251 млн кВт-год електроенергії.
Всі станції нижнього ступеню наразі використовують бетонну греблю висотою 10 метрів, зведену в 1952-му на вершині водоспаду Сарпсфоссен.